# Mark Oliver Roosnupp
Mark Oliver Roosnupp (sinh 12 tháng 5 năm 1997) là một cầu thủ bóng đá Estonia thi đấu ở vị trí tiền vệ cho câu lạc bộ Meistriliiga Levadia và đội tuyển quốc gia Estonia.

## Sự nghiệp quốc tế
Roosnupp ra mắt quốc tế cho Estonia ngày 19 tháng 11 năm 2017, thay cho Rauno Sappinen ở phút 60 trong trận thắng 2–0 trên sân khách trước Fiji trong trận giao hữu.

## Danh hiệu

### Câu lạc bộ
Levadia
- Siêu cúp bóng đá Estonia: 2015